# Árbol familiar de emperadores aztecas
El siguiente diagrama es un árbol genealógico de la familia real azteca de 1376 a 1525
|                           |                           |                           |                           |                                          |                                          |                                          |                                          |                                          |                                          |              |              | Acacitli                            | Acacitli                            | Acacitli                            | Acacitli                            | Acacitli                             | Acacitli                             |                                      |                                      | Opochtli Iztahuatzin                 | Opochtli Iztahuatzin                 | Opochtli Iztahuatzin               | Opochtli Iztahuatzin               | Opochtli Iztahuatzin               | Opochtli Iztahuatzin               |                           |                           | Atotoztli I               | Atotoztli I               | Atotoztli I           | Atotoztli I           | Atotoztli I                       | Atotoztli I                       |                                   |                                   |                                   |                                   |                     |                     |                     |                     |                   |                   |                   |                   |               |               |               |               |           |           |                       |                       |                       |                       |                                       |                                       |                                       |                                       |                                       |                                       |
|                           |                           |                           |                           |                                          |                                          |                                          |                                          |                                          |                                          |              |              | Acacitli                            | Acacitli                            | Acacitli                            | Acacitli                            | Acacitli                             | Acacitli                             |                                      |                                      | Opochtli Iztahuatzin                 | Opochtli Iztahuatzin                 | Opochtli Iztahuatzin               | Opochtli Iztahuatzin               | Opochtli Iztahuatzin               | Opochtli Iztahuatzin               |                           |                           | Atotoztli I               | Atotoztli I               | Atotoztli I           | Atotoztli I           | Atotoztli I                       | Atotoztli I                       |                                   |                                   |                                   |                                   |                     |                     |                     |                     |                   |                   |                   |                   |               |               |               |               |           |           |                       |                       |                       |                       |                                       |                                       |                                       |                                       |                                       |                                       |
|                           |                           |                           |                           |                                          |                                          |                                          |                                          |                                          |                                          |              |              |                                     |                                     |                                     |                                     |                                      |                                      |                                      |                                      |                                      |                                      |                                    |                                    |                                    |                                    |                           |                           |                           |                           |                       |                       |                                   |                                   |                                   |                                   |                                   |                                   |                     |                     |                     |                     |                   |                   |                   |                   |               |               |               |               |           |           |                       |                       |                       |                       |                                       |                                       |                                       |                                       |                                       |                                       |
|                           |                           |                           |                           | Tezozómoc (Azcapotzalco) 1320-1426       | Tezozómoc (Azcapotzalco) 1320-1426       | Tezozómoc (Azcapotzalco) 1320-1426       | Tezozómoc (Azcapotzalco) 1320-1426       | Tezozómoc (Azcapotzalco) 1320-1426       | Tezozómoc (Azcapotzalco) 1320-1426       |              |              | Tezcatlan Miyahuatzin               | Tezcatlan Miyahuatzin               | Tezcatlan Miyahuatzin               | Tezcatlan Miyahuatzin               | Tezcatlan Miyahuatzin                | Tezcatlan Miyahuatzin                |                                      |                                      |                                      |                                      |                                    |                                    | Acamapichtli r. 1376-1395          | Acamapichtli r. 1376-1395          | Acamapichtli r. 1376-1395 | Acamapichtli r. 1376-1395 | Acamapichtli r. 1376-1395 | Acamapichtli r. 1376-1395 |                       |                       |                                   |                                   |                                   |                                   |                                   |                                   |                     |                     |                     |                     |                   |                   |                   |                   |               |               |               |               |           |           |                       |                       |                       |                       | Desconocida                           | Desconocida                           | Desconocida                           | Desconocida                           | Desconocida                           | Desconocida                           |
|                           |                           |                           |                           | Tezozómoc (Azcapotzalco) 1320-1426       | Tezozómoc (Azcapotzalco) 1320-1426       | Tezozómoc (Azcapotzalco) 1320-1426       | Tezozómoc (Azcapotzalco) 1320-1426       | Tezozómoc (Azcapotzalco) 1320-1426       | Tezozómoc (Azcapotzalco) 1320-1426       |              |              | Tezcatlan Miyahuatzin               | Tezcatlan Miyahuatzin               | Tezcatlan Miyahuatzin               | Tezcatlan Miyahuatzin               | Tezcatlan Miyahuatzin                | Tezcatlan Miyahuatzin                |                                      |                                      |                                      |                                      |                                    |                                    | Acamapichtli r. 1376-1395          | Acamapichtli r. 1376-1395          | Acamapichtli r. 1376-1395 | Acamapichtli r. 1376-1395 | Acamapichtli r. 1376-1395 | Acamapichtli r. 1376-1395 |                       |                       |                                   |                                   |                                   |                                   |                                   |                                   |                     |                     |                     |                     |                   |                   |                   |                   |               |               |               |               |           |           |                       |                       |                       |                       | Desconocida                           | Desconocida                           | Desconocida                           | Desconocida                           | Desconocida                           | Desconocida                           |
|                           |                           |                           |                           |                                          |                                          |                                          |                                          |                                          |                                          |              |              |                                     |                                     |                                     |                                     |                                      |                                      |                                      |                                      |                                      |                                      |                                    |                                    |                                    |                                    |                           |                           |                           |                           |                       |                       |                                   |                                   |                                   |                                   |                                   |                                   |                     |                     |                     |                     |                   |                   |                   |                   |               |               |               |               |           |           |                       |                       |                       |                       |                                       |                                       |                                       |                                       |                                       |                                       |
|                           |                           |                           |                           |                                          |                                          |                                          |                                          |                                          |                                          |              |              |                                     |                                     |                                     |                                     |                                      |                                      |                                      |                                      |                                      |                                      |                                    |                                    |                                    |                                    |                           |                           |                           |                           |                       |                       |                                   |                                   |                                   |                                   |                                   |                                   |                     |                     |                     |                     |                   |                   |                   |                   |               |               |               |               |           |           |                       |                       |                       |                       |                                       |                                       |                                       |                                       |                                       |                                       |
| Cuacuauhpitzáhuac d. 1407 | Cuacuauhpitzáhuac d. 1407 | Cuacuauhpitzáhuac d. 1407 | Cuacuauhpitzáhuac d. 1407 | Cuacuauhpitzáhuac d. 1407                | Cuacuauhpitzáhuac d. 1407                |                                          |                                          | Ayauhcíhuatl                             | Ayauhcíhuatl                             | Ayauhcíhuatl | Ayauhcíhuatl | Ayauhcíhuatl                        | Ayauhcíhuatl                        |                                     |                                     | Huitzilíhuitl 1379-1417 r. 1396-1417 | Huitzilíhuitl 1379-1417 r. 1396-1417 | Huitzilíhuitl 1379-1417 r. 1396-1417 | Huitzilíhuitl 1379-1417 r. 1396-1417 | Huitzilíhuitl 1379-1417 r. 1396-1417 | Huitzilíhuitl 1379-1417 r. 1396-1417 |                                    |                                    | Miahuaxíhuitl                      | Miahuaxíhuitl                      | Miahuaxíhuitl             | Miahuaxíhuitl             | Miahuaxíhuitl             | Miahuaxíhuitl             |                       |                       |                                   |                                   |                                   |                                   |                                   |                                   |                     |                     | Cacamacíhuatl       | Cacamacíhuatl       | Cacamacíhuatl     | Cacamacíhuatl     | Cacamacíhuatl     | Cacamacíhuatl     |               |               |               |               |           |           |                       |                       |                       |                       |                                       |                                       |                                       |                                       |                                       |                                       |
| Cuacuauhpitzáhuac d. 1407 | Cuacuauhpitzáhuac d. 1407 | Cuacuauhpitzáhuac d. 1407 | Cuacuauhpitzáhuac d. 1407 | Cuacuauhpitzáhuac d. 1407                | Cuacuauhpitzáhuac d. 1407                |                                          |                                          | Ayauhcíhuatl                             | Ayauhcíhuatl                             | Ayauhcíhuatl | Ayauhcíhuatl | Ayauhcíhuatl                        | Ayauhcíhuatl                        |                                     |                                     | Huitzilíhuitl 1379-1417 r. 1396-1417 | Huitzilíhuitl 1379-1417 r. 1396-1417 | Huitzilíhuitl 1379-1417 r. 1396-1417 | Huitzilíhuitl 1379-1417 r. 1396-1417 | Huitzilíhuitl 1379-1417 r. 1396-1417 | Huitzilíhuitl 1379-1417 r. 1396-1417 |                                    |                                    | Miahuaxíhuitl                      | Miahuaxíhuitl                      | Miahuaxíhuitl             | Miahuaxíhuitl             | Miahuaxíhuitl             | Miahuaxíhuitl             |                       |                       |                                   |                                   |                                   |                                   |                                   |                                   |                     |                     | Cacamacíhuatl       | Cacamacíhuatl       | Cacamacíhuatl     | Cacamacíhuatl     | Cacamacíhuatl     | Cacamacíhuatl     |               |               |               |               |           |           |                       |                       |                       |                       |                                       |                                       |                                       |                                       |                                       |                                       |
|                           |                           |                           |                           |                                          |                                          |                                          |                                          |                                          |                                          |              |              |                                     |                                     |                                     |                                     |                                      |                                      |                                      |                                      |                                      |                                      |                                    |                                    |                                    |                                    |                           |                           |                           |                           |                       |                       |                                   |                                   |                                   |                                   |                                   |                                   |                     |                     |                     |                     |                   |                   |                   |                   |               |               |               |               |           |           |                       |                       |                       |                       |                                       |                                       |                                       |                                       |                                       |                                       |
|                           |                           |                           |                           |                                          |                                          |                                          |                                          |                                          |                                          |              |              |                                     |                                     |                                     |                                     |                                      |                                      |                                      |                                      |                                      |                                      |                                    |                                    |                                    |                                    |                           |                           |                           |                           |                       |                       |                                   |                                   |                                   |                                   |                                   |                                   |                     |                     |                     |                     |                   |                   |                   |                   |               |               |               |               |           |           |                       |                       |                       |                       |                                       |                                       |                                       |                                       |                                       |                                       |
| Matlalatzin               | Matlalatzin               | Matlalatzin               | Matlalatzin               | Matlalatzin                              | Matlalatzin                              |                                          |                                          |                                          |                                          |              |              | Chimalpopoca 1397-1427 r. 1417-1427 | Chimalpopoca 1397-1427 r. 1417-1427 | Chimalpopoca 1397-1427 r. 1417-1427 | Chimalpopoca 1397-1427 r. 1417-1427 | Chimalpopoca 1397-1427 r. 1417-1427  | Chimalpopoca 1397-1427 r. 1417-1427  |                                      |                                      | Moctezuma I 1398-1469 r. 1440-1469   | Moctezuma I 1398-1469 r. 1440-1469   | Moctezuma I 1398-1469 r. 1440-1469 | Moctezuma I 1398-1469 r. 1440-1469 | Moctezuma I 1398-1469 r. 1440-1469 | Moctezuma I 1398-1469 r. 1440-1469 |                           |                           | Chichimecacihuatzin I     | Chichimecacihuatzin I     | Chichimecacihuatzin I | Chichimecacihuatzin I | Chichimecacihuatzin I             | Chichimecacihuatzin I             |                                   |                                   | Tlacaélel 1397-1475               | Tlacaélel 1397-1475               | Tlacaélel 1397-1475 | Tlacaélel 1397-1475 | Tlacaélel 1397-1475 | Tlacaélel 1397-1475 |                   |                   | Huacaltzintli     | Huacaltzintli     | Huacaltzintli | Huacaltzintli | Huacaltzintli | Huacaltzintli |           |           | Itzcóatl r. 1427-1440 | Itzcóatl r. 1427-1440 | Itzcóatl r. 1427-1440 | Itzcóatl r. 1427-1440 | Itzcóatl r. 1427-1440                 | Itzcóatl r. 1427-1440                 |                                       |                                       |                                       |                                       |
| Matlalatzin               | Matlalatzin               | Matlalatzin               | Matlalatzin               | Matlalatzin                              | Matlalatzin                              |                                          |                                          |                                          |                                          |              |              | Chimalpopoca 1397-1427 r. 1417-1427 | Chimalpopoca 1397-1427 r. 1417-1427 | Chimalpopoca 1397-1427 r. 1417-1427 | Chimalpopoca 1397-1427 r. 1417-1427 | Chimalpopoca 1397-1427 r. 1417-1427  | Chimalpopoca 1397-1427 r. 1417-1427  |                                      |                                      | Moctezuma I 1398-1469 r. 1440-1469   | Moctezuma I 1398-1469 r. 1440-1469   | Moctezuma I 1398-1469 r. 1440-1469 | Moctezuma I 1398-1469 r. 1440-1469 | Moctezuma I 1398-1469 r. 1440-1469 | Moctezuma I 1398-1469 r. 1440-1469 |                           |                           | Chichimecacihuatzin I     | Chichimecacihuatzin I     | Chichimecacihuatzin I | Chichimecacihuatzin I | Chichimecacihuatzin I             | Chichimecacihuatzin I             |                                   |                                   | Tlacaélel 1397-1475               | Tlacaélel 1397-1475               | Tlacaélel 1397-1475 | Tlacaélel 1397-1475 | Tlacaélel 1397-1475 | Tlacaélel 1397-1475 |                   |                   | Huacaltzintli     | Huacaltzintli     | Huacaltzintli | Huacaltzintli | Huacaltzintli | Huacaltzintli |           |           | Itzcóatl r. 1427-1440 | Itzcóatl r. 1427-1440 | Itzcóatl r. 1427-1440 | Itzcóatl r. 1427-1440 | Itzcóatl r. 1427-1440                 | Itzcóatl r. 1427-1440                 |                                       |                                       |                                       |                                       |
|                           |                           |                           |                           |                                          |                                          |                                          |                                          |                                          |                                          |              |              |                                     |                                     |                                     |                                     |                                      |                                      |                                      |                                      |                                      |                                      |                                    |                                    |                                    |                                    |                           |                           |                           |                           |                       |                       |                                   |                                   |                                   |                                   |                                   |                                   |                     |                     |                     |                     |                   |                   |                   |                   |               |               |               |               |           |           |                       |                       |                       |                       |                                       |                                       |                                       |                                       |                                       |                                       |
|                           |                           |                           |                           |                                          |                                          |                                          |                                          |                                          |                                          |              |              |                                     |                                     |                                     |                                     |                                      |                                      |                                      |                                      |                                      |                                      |                                    |                                    |                                    |                                    |                           |                           |                           |                           |                       |                       |                                   |                                   |                                   |                                   |                                   |                                   |                     |                     |                     |                     |                   |                   |                   |                   |               |               |               |               |           |           |                       |                       |                       |                       |                                       |                                       |                                       |                                       |                                       |                                       |
|                           |                           |                           |                           |                                          |                                          |                                          |                                          |                                          |                                          |              |              |                                     |                                     |                                     |                                     |                                      |                                      |                                      |                                      |                                      |                                      |                                    |                                    |                                    |                                    |                           |                           |                           |                           |                       |                       |                                   |                                   |                                   |                                   |                                   |                                   |                     |                     |                     |                     |                   |                   |                   |                   |               |               |               |               |           |           |                       |                       |                       |                       |                                       |                                       |                                       |                                       |                                       |                                       |
|                           |                           |                           |                           |                                          |                                          |                                          |                                          |                                          |                                          |              |              |                                     |                                     |                                     |                                     |                                      |                                      |                                      |                                      |                                      |                                      |                                    |                                    |                                    |                                    |                           |                           |                           |                           |                       |                       |                                   |                                   |                                   |                                   |                                   |                                   |                     |                     |                     |                     |                   |                   |                   |                   |               |               |               |               |           |           |                       |                       |                       |                       |                                       |                                       |                                       |                                       |                                       |                                       |
|                           |                           |                           |                           |                                          |                                          | Tezozómoc                                | Tezozómoc                                | Tezozómoc                                | Tezozómoc                                | Tezozómoc    | Tezozómoc    |                                     |                                     |                                     |                                     |                                      |                                      |                                      |                                      | Chichimecacihuatzin II               | Chichimecacihuatzin II               | Chichimecacihuatzin II             | Chichimecacihuatzin II             | Chichimecacihuatzin II             | Chichimecacihuatzin II             |                           |                           | Atotoztli II              | Atotoztli II              | Atotoztli II          | Atotoztli II          | Atotoztli II                      | Atotoztli II                      |                                   |                                   | Tezozómoc                         | Tezozómoc                         | Tezozómoc           | Tezozómoc           | Tezozómoc           | Tezozómoc           |                   |                   | Desconocido       | Desconocido       | Desconocido   | Desconocido   | Desconocido   | Desconocido   |           |           |                       |                       |                       |                       |                                       |                                       |                                       |                                       |                                       |                                       |
|                           |                           |                           |                           |                                          |                                          | Tezozómoc                                | Tezozómoc                                | Tezozómoc                                | Tezozómoc                                | Tezozómoc    | Tezozómoc    |                                     |                                     |                                     |                                     |                                      |                                      |                                      |                                      | Chichimecacihuatzin II               | Chichimecacihuatzin II               | Chichimecacihuatzin II             | Chichimecacihuatzin II             | Chichimecacihuatzin II             | Chichimecacihuatzin II             |                           |                           | Atotoztli II              | Atotoztli II              | Atotoztli II          | Atotoztli II          | Atotoztli II                      | Atotoztli II                      |                                   |                                   | Tezozómoc                         | Tezozómoc                         | Tezozómoc           | Tezozómoc           | Tezozómoc           | Tezozómoc           |                   |                   | Desconocido       | Desconocido       | Desconocido   | Desconocido   | Desconocido   | Desconocido   |           |           |                       |                       |                       |                       |                                       |                                       |                                       |                                       |                                       |                                       |
|                           |                           |                           |                           |                                          |                                          |                                          |                                          |                                          |                                          |              |              |                                     |                                     |                                     |                                     |                                      |                                      |                                      |                                      |                                      |                                      |                                    |                                    |                                    |                                    |                           |                           |                           |                           |                       |                       |                                   |                                   |                                   |                                   |                                   |                                   |                     |                     |                     |                     |                   |                   |                   |                   |               |               |               |               |           |           |                       |                       |                       |                       |                                       |                                       |                                       |                                       |                                       |                                       |
|                           |                           |                           |                           |                                          |                                          |                                          |                                          |                                          |                                          |              |              |                                     |                                     |                                     |                                     |                                      |                                      |                                      |                                      |                                      |                                      |                                    |                                    |                                    |                                    |                           |                           |                           |                           |                       |                       |                                   |                                   |                                   |                                   |                                   |                                   |                     |                     |                     |                     |                   |                   |                   |                   |               |               |               |               |           |           |                       |                       |                       |                       |                                       |                                       |                                       |                                       |                                       |                                       |
|                           |                           |                           |                           |                                          |                                          |                                          |                                          |                                          |                                          |              |              |                                     |                                     |                                     |                                     | Axayácatl r. 1469-1481               | Axayácatl r. 1469-1481               | Axayácatl r. 1469-1481               | Axayácatl r. 1469-1481               | Axayácatl r. 1469-1481               | Axayácatl r. 1469-1481               |                                    |                                    | Tízoc r. 1481-1486                 | Tízoc r. 1481-1486                 | Tízoc r. 1481-1486        | Tízoc r. 1481-1486        | Tízoc r. 1481-1486        | Tízoc r. 1481-1486        |                       |                       | Ahuízotl r. 1486-1502             | Ahuízotl r. 1486-1502             | Ahuízotl r. 1486-1502             | Ahuízotl r. 1486-1502             | Ahuízotl r. 1486-1502             | Ahuízotl r. 1486-1502             |                     |                     | Chalchiuhnenetzin   | Chalchiuhnenetzin   | Chalchiuhnenetzin | Chalchiuhnenetzin | Chalchiuhnenetzin | Chalchiuhnenetzin |               |               | Moquíhuix     | Moquíhuix     | Moquíhuix | Moquíhuix | Moquíhuix             | Moquíhuix             |                       |                       | Juan Velázquez Tlacotzin r. 1525-1526 | Juan Velázquez Tlacotzin r. 1525-1526 | Juan Velázquez Tlacotzin r. 1525-1526 | Juan Velázquez Tlacotzin r. 1525-1526 | Juan Velázquez Tlacotzin r. 1525-1526 | Juan Velázquez Tlacotzin r. 1525-1526 |
|                           |                           |                           |                           |                                          |                                          |                                          |                                          |                                          |                                          |              |              |                                     |                                     |                                     |                                     | Axayácatl r. 1469-1481               | Axayácatl r. 1469-1481               | Axayácatl r. 1469-1481               | Axayácatl r. 1469-1481               | Axayácatl r. 1469-1481               | Axayácatl r. 1469-1481               |                                    |                                    | Tízoc r. 1481-1486                 | Tízoc r. 1481-1486                 | Tízoc r. 1481-1486        | Tízoc r. 1481-1486        | Tízoc r. 1481-1486        | Tízoc r. 1481-1486        |                       |                       | Ahuízotl r. 1486-1502             | Ahuízotl r. 1486-1502             | Ahuízotl r. 1486-1502             | Ahuízotl r. 1486-1502             | Ahuízotl r. 1486-1502             | Ahuízotl r. 1486-1502             |                     |                     | Chalchiuhnenetzin   | Chalchiuhnenetzin   | Chalchiuhnenetzin | Chalchiuhnenetzin | Chalchiuhnenetzin | Chalchiuhnenetzin |               |               | Moquíhuix     | Moquíhuix     | Moquíhuix | Moquíhuix | Moquíhuix             | Moquíhuix             |                       |                       | Juan Velázquez Tlacotzin r. 1525-1526 | Juan Velázquez Tlacotzin r. 1525-1526 | Juan Velázquez Tlacotzin r. 1525-1526 | Juan Velázquez Tlacotzin r. 1525-1526 | Juan Velázquez Tlacotzin r. 1525-1526 | Juan Velázquez Tlacotzin r. 1525-1526 |
|                           |                           |                           |                           |                                          |                                          |                                          |                                          |                                          |                                          |              |              |                                     |                                     |                                     |                                     |                                      |                                      |                                      |                                      |                                      |                                      |                                    |                                    |                                    |                                    |                           |                           |                           |                           |                       |                       |                                   |                                   |                                   |                                   |                                   |                                   |                     |                     |                     |                     |                   |                   |                   |                   |               |               |               |               |           |           |                       |                       |                       |                       |                                       |                                       |                                       |                                       |                                       |                                       |
|                           |                           |                           |                           |                                          |                                          |                                          |                                          |                                          |                                          |              |              |                                     |                                     |                                     |                                     |                                      |                                      |                                      |                                      |                                      |                                      |                                    |                                    |                                    |                                    |                           |                           |                           |                           |                       |                       |                                   |                                   |                                   |                                   |                                   |                                   |                     |                     |                     |                     |                   |                   |                   |                   |               |               |               |               |           |           |                       |                       |                       |                       |                                       |                                       |                                       |                                       |                                       |                                       |
|                           |                           |                           |                           | Tezozomoctli Acolnahuácatl               | Tezozomoctli Acolnahuácatl               | Tezozomoctli Acolnahuácatl               | Tezozomoctli Acolnahuácatl               | Tezozomoctli Acolnahuácatl               | Tezozomoctli Acolnahuácatl               |              |              | Moctezuma II 1466-1520 r. 1502-1520 | Moctezuma II 1466-1520 r. 1502-1520 | Moctezuma II 1466-1520 r. 1502-1520 | Moctezuma II 1466-1520 r. 1502-1520 | Moctezuma II 1466-1520 r. 1502-1520  | Moctezuma II 1466-1520 r. 1502-1520  |                                      |                                      | Cuitláhuac 1476-1520 r. 1520         | Cuitláhuac 1476-1520 r. 1520         | Cuitláhuac 1476-1520 r. 1520       | Cuitláhuac 1476-1520 r. 1520       | Cuitláhuac 1476-1520 r. 1520       | Cuitláhuac 1476-1520 r. 1520       |                           |                           |                           |                           |                       |                       | Cuauhtémoc 1495-1525 r. 1520-1521 | Cuauhtémoc 1495-1525 r. 1520-1521 | Cuauhtémoc 1495-1525 r. 1520-1521 | Cuauhtémoc 1495-1525 r. 1520-1521 | Cuauhtémoc 1495-1525 r. 1520-1521 | Cuauhtémoc 1495-1525 r. 1520-1521 |                     |                     |                     |                     |                   |                   |                   |                   |               |               |               |               |           |           |                       |                       |                       |                       |                                       |                                       |                                       |                                       |                                       |                                       |
|                           |                           |                           |                           | Tezozomoctli Acolnahuácatl               | Tezozomoctli Acolnahuácatl               | Tezozomoctli Acolnahuácatl               | Tezozomoctli Acolnahuácatl               | Tezozomoctli Acolnahuácatl               | Tezozomoctli Acolnahuácatl               |              |              | Moctezuma II 1466-1520 r. 1502-1520 | Moctezuma II 1466-1520 r. 1502-1520 | Moctezuma II 1466-1520 r. 1502-1520 | Moctezuma II 1466-1520 r. 1502-1520 | Moctezuma II 1466-1520 r. 1502-1520  | Moctezuma II 1466-1520 r. 1502-1520  |                                      |                                      | Cuitláhuac 1476-1520 r. 1520         | Cuitláhuac 1476-1520 r. 1520         | Cuitláhuac 1476-1520 r. 1520       | Cuitláhuac 1476-1520 r. 1520       | Cuitláhuac 1476-1520 r. 1520       | Cuitláhuac 1476-1520 r. 1520       |                           |                           |                           |                           |                       |                       | Cuauhtémoc 1495-1525 r. 1520-1521 | Cuauhtémoc 1495-1525 r. 1520-1521 | Cuauhtémoc 1495-1525 r. 1520-1521 | Cuauhtémoc 1495-1525 r. 1520-1521 | Cuauhtémoc 1495-1525 r. 1520-1521 | Cuauhtémoc 1495-1525 r. 1520-1521 |                     |                     |                     |                     |                   |                   |                   |                   |               |               |               |               |           |           |                       |                       |                       |                       |                                       |                                       |                                       |                                       |                                       |                                       |
|                           |                           |                           |                           | Diego de Alvarado Huanitzin r. 1539-1541 | Diego de Alvarado Huanitzin r. 1539-1541 | Diego de Alvarado Huanitzin r. 1539-1541 | Diego de Alvarado Huanitzin r. 1539-1541 | Diego de Alvarado Huanitzin r. 1539-1541 | Diego de Alvarado Huanitzin r. 1539-1541 |              |              | Isabel Moctezuma 1509-1551          | Isabel Moctezuma 1509-1551          | Isabel Moctezuma 1509-1551          | Isabel Moctezuma 1509-1551          | Isabel Moctezuma 1509-1551           | Isabel Moctezuma 1509-1551           |                                      |                                      |                                      |                                      |                                    |                                    |                                    |                                    |                           |                           |                           |                           |                       |                       |                                   |                                   |                                   |                                   |                                   |                                   |                     |                     |                     |                     |                   |                   |                   |                   |               |               |               |               |           |           |                       |                       |                       |                       |                                       |                                       |                                       |                                       |                                       |                                       |